# El Socorro (Cruz Paredes)
Pour les articles homonymes, voir El Socorro.
El Socorro est l'une des trois paroisses civiles de la municipalité de Cruz Paredes dans l'État de Barinas au Venezuela. Sa capitale est La Yuca. En 2018, sa population s'élève à 4 681 habitants.

## Géographie

### Hydrographie
La paroisse civile a pour limites ouest et sud-ouest le río Calderas qui conflue avec le río Santo Domingo, à la jonction des trois paroisse civiles d'El Socorro, Los Guasimitos (municipalité d'Obispos) et Alfredo Arvelo Larriva (municipalité de Barinas). Le territoire est également traversé, du centre nord au sud-est par le cours d'eau La Yuca qui marque également sa limite sud, à proximité de sa capitale La Yuca.

### Démographie
Hormis sa capitale La Yuca, la paroisse civile possède plusieurs localités dont :
- Agua Azul
- Angulera
  - Angulera Abajo
  - Angulera Arriba
  - Angulera del Este
  - Angulera del Norte
  - Angulera Medio
- (La) Arenosa Arriba
- El Charal
  - Charal Arriba
- El Cobre
- El Pescado
- El Purgatorio
- El Tigre
  - El Tigre del Norte
  - El Tigre del Sur
- Juan Grande
  - Juan Grande Abajo
  - Juan Grande Arriba
- La Arenosa
- Las Guacharacas
- Las Maravillas
  - Maravilla Arriba
- La Yuca
- Maporita del Oeste
- Olmedillo Abajo
- Peña Morada
- Peña Morada de Calderitas
- Vegones del Sur